# Рынок рабов
«Рынок рабов» (фр. Le Marché aux esclaves) — картина французского художника Гюстава Буланже 1886 года.

## Описание
На картине изображён древнеримский аукцион рабов, в частности продажа семерых людей от детей до молодых взрослых. Оба раба-мужчины, а также три рабыни имеют внешнее сходство, возможно, подразумевающее, что они — члены одной семьи, вынужденной пойти в рабство из-за экономических условий. На всех надеты таблички, указывающие на то, что они являются рабами.
Самый младший мальчик полностью голый, а молодой человек рядом с ним одет в набедренную повязку. Молодая женщина, сидящая рядом с ними, обнажена до пояса, на ней только юбка, но она прикрывает грудь коленями в защитной позе. Стоящая африканка тоже полуобнажена; одетая лишь в белую набедренную повязку, она прикрывает грудь руками. Её ноги выбелены мелом, чтобы показать, что она, в отличие от других, иностранка и с неё уплачен налог. Более высокая, стоящая молодая женщина одета в полупрозрачную одежду, открывающую взглядам её грудь; она прикрывает рукой глаза, возможно, потому, что среди её потенциальных покупателей есть бывшие друзья и соседи, которые, вероятно, впервые видят её обнаженной. Девушка-подросток рядом с ней тоже полуобнажена — на ней лишь юбка — и необута. Рыжеволосая женщина, присевшая рядом с ними, одета в свободную одежду, оставляющую грудь и гениталии открытыми. Аукционист обедает с небрежным видом. Надпись на стене гласит Склад рабов (лат. Storax servorum mango).
Картина, типичная для салонного академического искусства того периода, изображает эротизированную сцену в духе исторической живописи. Буланже посетил Италию, Грецию и Северную Африку, и картина отражает его стремление к корректному представлению реалий, а также свидетельствует о мастерстве художника в изображении женских форм. Буланже специализировался на классических и ориенталистских жанровых сценах.

## Создание
Впервые выставлена на Парижском салоне 1886 года под названием Un Maquignon d’esclaves à Rome (Работорговец в Риме), но уже в 1888 году во французской прессе произведение называлось Vente d’esclaves (Продажа рабов).
Картину иногда сравнивают или путают с различными картинами невольничьих рынков в арабском и древнем мире, написанными другом и коллегой Буланже, художником Жаном-Леоном Жеромом («Арабский рынок наложниц»).

## Рабы на продажу

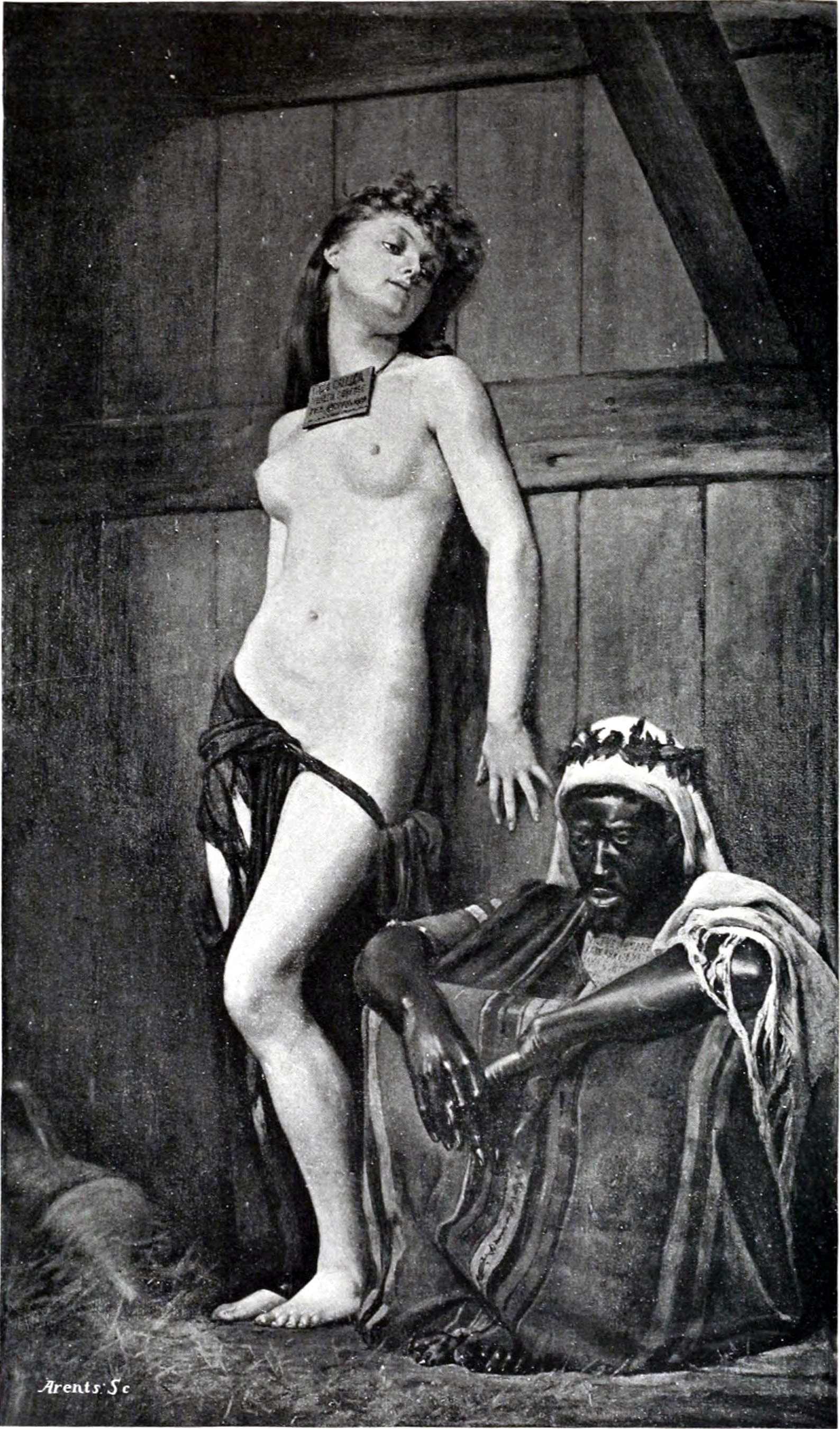
Гюстав Буланже. Рабы на продажу. 1888 (местонахождение неизвестно)

В 1888 году Буланже выставил картину, описанную как пандан к «Рынку рабов», под названием Esclaves à vendre («Рабы на продажу»). Она стала последней работой автора, умершего позже в том же году.

В настоящее время известна только по черно-белой репродукции, однако цвета и другие детали упоминаются в описании искусствоведа Жоржа Лафенестра: 
Обнаженная девушка, стоящая почти в полный рост, прислонившись к деревянной перегородке. Её голова наклонена вправо, её светлые волосы распущены и падают, она опирается левой рукой на доски. В качестве пояса на ней рваный лоскут чёрной ткани, удерживаемый красным шнуром, который спадает с её правой ноги. На её шее висит небольшой ярлык, на котором написано: Virgo gallica honora corpore, XVIII annum и т. д. [Латинское обозначение указывает на то, что это сцена из древнеримского мира, а не из арабского мира, как можно было бы подумать, судя по изображению другой фигуры в бурнусе.] Справа, у ног молодой девушки на корточках на земле, положив обе руки на колени, сидит негр, закутанный в полосатый бурнус с голубым фоном, голова его покрыта розовой тканью и увенчана листьями мирта. Слева на соломе кувшин.
«Рынок рабов» считается находящимся в частной коллекции, судьба «Рабов на продажу» неизвестна.